# Nahverkehrsbereich
Der Nahverkehrsbereich oder TMA (Terminal Area), englisch Terminal Control Area (TCA) oder Terminal Manoeuvring Area (TMA), ist der unmittelbare Luftraum um Flugplätze mit einer Kontrollzone (CTR) (in Deutschland Luftraum D (CTR)). Die Flugsicherung nutzt diese Zone zur Regelung und Überwachung der An- und Abflüge.

## Aufgabe
Die Nahverkehrsbereiche schützen den an- und abfliegenden IFR-Verkehr (Instrumentenflug) vor VFR-Verkehr (Sichtflugverkehr), indem der unkontrollierte Luftraum G durch den kontrollierten Luftraum E ersetzt wird. Dieser Luftraum verlangt die Einhaltung strikterer Wetterminima für VFR-Verkehr. Die Größe einer TMA ist von verschiedenen Faktoren abhängig. Die Höhengrenzen sind nach den Richtlinien der ICAO in Einheiten von 100 oder 1000 Fuß (ft) zu definieren:
Die Untergrenze ist entweder 1000 ft Above ground level (AGL) (TMA-Sektor A), 1700 ft AGL (TMA-Sektor B) oder 2500 ft AGL (TMA-Sektor C). Da in Deutschland der kontrollierte Luftraum (Luftraum E) regulär in 2500 ft AGL beginnt, existieren hier keine C-Sektoren der Terminal Areas. Verantwortlich für die Flugsicherung ist das jeweilige Area Control Center (ACC), wo mindestens ein Arbeitsplatz als An- und Abflugkontrolle eingerichtet ist.
TMAs werden in der ICAO-Karte 1:500.000 farblich blau dargestellt.